# Alice Mangione
Pour les articles homonymes, voir Mangione.
Alice Mangione, née le 19 janvier 1997 à Niscemi en Sicile, est une athlète italienne spécialiste du sprint et particulièrement du 400 m.

## Carrière
En 2021, Alice Mangione représente l'Italie aux Jeux olympiques d'été de 2020.

## Palmarès
| Date | Compétition                       | Lieu       | Place | Course          | Temps         |
| ---- | --------------------------------- | ---------- | ----- | --------------- | ------------- |
| 2015 | Championnats d'Europe juniors     | Eskilstuna | 6e    | 400 m           | 53 s 80       |
| 2015 | Championnats d'Europe juniors     | Eskilstuna | 2e    | 4 x 400 m       | 3 min 37 s 45 |
| 2016 | Championnats du monde juniors     | Bydgoszcz  | 8e    | 4 x 400 m       | 3 min 42 s 53 |
| 2019 | Championnats d'Europe espoirs     | Gävle      | 5e    | 4 x 400 m       | 3 min 36 s 96 |
| 2021 | Championnats d'Europe par équipes | Chorzów    | 6e    | 400 m           | 53 s 08       |
| 2021 | Championnats d'Europe par équipes | Chorzów    | 3e    | 4 x 400 m       | 3 min 29 s 05 |
| 2021 | Championnats d'Europe en salle    | Toruń      | 4e    | 4 x 400 m       | 3 min 30 s 32 |
| 2021 | Relais mondiaux                   | Chorzów    | 1re   | 4 x 400 m (m)   | 3 min 16 s 60 |
| 2022 | Championnats du monde             | Eugene     | 7e    | 4 x 400 m       | 3 min 26 s 45 |
| 2022 | Championnats du monde             | Eugene     | 7e    | 4 x 400 m (m)   | 3 min 16 s 45 |
| 2023 | Championnats d'Europe en salle    | Istanbul   | 2e    | 4 x 400 m       | 3 min 28 s 61 |
| 2023 | Championnats du monde             | Budapest   | 7e    | 4 x 400 m       | 3 min 24 s 98 |
| 2024 | Championnats d'Europe             | Rome       | 2e    | 4 x 400 m mixte | 3 min 10 s 69 |
| 2024 | Jeux olympiques                   | Paris      | 6e    | 4 × 400 m mixte | 3 min 11 s 84 |

## Records
| Épreuve | Épreuve      | Temps   | Lieu  | Date           |
| ------- | ------------ | ------- | ----- | -------------- |
| 400 m   | Plein air    | 51 s 07 | Paris | 6 août 2024    |
| 400 m   | Piste courte | 52 s 60 | Gand  | 3 février 2024 |